# Francisco Fernández Marugán
Francisco Miguel Fernández Marugán, né le 6 octobre 1946 à Cáceres, est un homme politique espagnol membre du Parti socialiste ouvrier espagnol (PSOE).
Haut fonctionnaire de l'État, il est élu député de Séville en 1982 puis devient sous-directeur de cabinet de Felipe González. Il démissionne de ce poste en 1984 et intègre la direction du PSOE. Après avoir été réélu député de Badajoz en 1986, il est nommé secrétaire à l'Économie de la direction socialiste.
Il quitte l'exécutif du PSOE en 1994. Six ans plus tard, il devient porte-parole du groupe parlementaire socialiste pour les questions budgétaires, une fonction qu'il perd en 2004 mais retrouve en 2008. Il ne postule pas pour un neuvième mandat aux élections de 2011.
Il est choisi l'année suivante comme premier adjoint par la Défenseure du peuple Soledad Becerril. À l'issue du mandat de cinq ans de cette dernière, il assume l'intérim de la fonction à partir de juillet 2017. 

## Biographie

### Vie professionnelle
Il est haut fonctionnaire de l'État, appartenant au corps supérieur des administrateurs civils et au corps des inspecteurs financiers et fiscaux.

### Vie politique
Il est élu député de la circonscription électorale de Séville au Congrès des députés lors des élections législatives anticipées du 28 octobre 1982, à l'âge de 36 ans. Il devient le 16 décembre suivant sous-directeur de cabinet du président du gouvernement Felipe González. Il est relevé de ces responsabilités en avril 1984 à sa demande.
Désigné secrétaire exécutif de la commission exécutive fédérale du PSOE (CEF) en décembre suivant par González, secrétaire général, il est réélu au Congrès dans la circonscription électorale de Badajoz en juin 1986 et promu secrétaire aux Affaires économiques, sociales et syndicales de la CEF en octobre suivant. Avec Txiki Benegas, Guillermo Galeote, Elena Flores et Salvador Clotas, il fait partie des « cadres » de l'exécutif socialiste.
Il est désigné secrétaire à l'Administration et aux Finances par intérim de la direction du Parti socialiste en juin 1991, puis officiellement élu à ce poste en mars 1994. Il se trouve exclu de la commission exécutive en juin 1997 quand Joaquín Almunia prend la suite de González. Après que Almunia a remis sa démission le 12 mars 2000, Manuel Chaves forme une direction provisoire dont Fernández Marugán fait partie.
À la suite de l'élection de José Luis Rodríguez Zapatero comme secrétaire général en juillet, il devient en septembre porte-parole du groupe socialiste à la commission des Budgets du Congrès. Il perd cette fonction en mai 2004 mais la retrouve en mai 2008.

### Défenseur du peuple adjoint
Il ne se représente pas aux élections législatives anticipées du 20 novembre 2011 et met ainsi un terme à 29 ans de carrière parlementaire. Le 26 juillet 2012, il est nommé premier adjoint de la Défenseure du peuple Soledad Becerril. Il prend l'intérim de celle-ci le 20 juillet 2017, après qu'elle a refusé de l'assurer elle-même à l'échéance de son mandat.